# 신지호 (음악가)
신지호(Jacob, 1987년 1월 29일 ~ )는 대한민국의 팝 피아니스트이다.

## 생애
버클리 음악 대학에 재학하였으며, 2001년과 2005년에 미국 대통령 상을 수상하였다.  뮤지컬 《모비딕》에서 ‘이스마엘’ 역으로 액터 뮤지션으로 첫 뮤지컬 무대에 올랐으며, 이후에 《Pure Red》, 《Daydream》와 같은 개인 공연을 선보이기도 하였다. 현재에는 음악 감독, 배우, 예능인, 피아니스트로도 활동하고 있다.

## 연기 활동
- KBS 월화드라마 《사랑비》 인성 역
- JTBC 월화드라마 《밀회》 지민우 역
- tvN 일일드라마 《가족의 비밀》 차건우 역
- tvN 월화드라마 《치즈인더트랩》

## 음악 감독
- 영화 《나쁜 피》